# Manoubi Snoussi
Pour les articles homonymes, voir Famille Snoussi.
Manoubi Snoussi, né en 1901 et mort en 1966, est un musicologue et historien tunisien.

## Biographie
Secrétaire du baron Rodolphe d'Erlanger, il collabore avec lui à l'établissement de l'histoire de la musique arabe, en participant avec un intellectuel syrien qui travaille chez le baron, Ali Darwich (ar), à la rédaction de la seconde section (tomes V et VI) de La musique arabe, à partir des conclusions du Congrès de musique arabe du Caire tenu en 1932. Snoussi est aussi le traducteur de la totalité de l'ouvrage composé de six tomes.
Il participe à des émissions radiophoniques de musicologie dans les années 1960 et publie ses propres publications sur l'histoire de la musique tunisienne.

## Publications
- Folklore tunisien : musique de plein air, l'orchestre de tabbal et zakkar, Paris, Librairie orientaliste Paul Geuthner, 1961.
- Festivités familiales à Tunis : les cérémonies nuptiales, Hammamet, Centre culturel international d'Hammamet, 1963.
- Initiation à la musique tunisienne, vol. I : Musique classique, Sidi Bou Saïd, Centre des musiques arabes et méditerranéennes, 2004, 156 p. (ISBN 978-9973934024).